# Эстрела-ду-Норти (Сан-Паулу)
Эстрела-ду-Норти (порт. Estrela do Norte)  —  муниципалитет в Бразилии, входит в штат Сан-Паулу. Составная часть мезорегиона Президенти-Пруденти. Входит в экономико-статистический  микрорегион Президенти-Пруденти. Население составляет 2513 человека на 2006 год. Занимает площадь 263,273 км². Плотность населения — 9,5 чел./км².

## Статистика
- Валовой внутренний продукт на 2003 составляет 20.200.910,00 реалов (данные: Бразильский институт географии и статистики).
- Валовой внутренний продукт на душу населения на 2003 составляет 7.878,67 реалов (данные: Бразильский институт географии и статистики).
- Индекс развития человеческого потенциала на 2000 составляет 0,767 (данные: Программа развития ООН).